# Balázs Mihály (iparos)
Balázs Mihály (Dorog, 1963. április 29. –) iparos, sportoló, közéleti személyiség, 2006 óta a Dorogi Sportmúzeum vezetője.

## Munkássága
Atlétaként országos ifjúsági versenyeken rangos sikereket ért el (Győr 1979, 2. hely; akadályverseny 1980. 4. hely). A Dorog-szurkolók Baráti Köre elnökségi tagja 1998-tól, sokat tett a dorogi sportpályáért, a Sportmúzeum létrehozásáért, a millenniumi ünnepségen a Dorogi olimpikonok falának elkészítésében is közreműködött. 2006 novemberétől a Sportmúzeum vezetője. Jelentős önzetlen, társadalmi munkát végez és számos sporttal kapcsolatos rendezvényben vállal szerepet.

## Kitüntetések, díjak
- A Dorogi FC. 85. éves fennállásának alkalmából rendezett ünnepségért és a Dorogi Sportmúzeumért végzett kiváló munkáért, 1999.

## Külső hivatkozások
- Dorog város honlapja